# Estación Carcarañá
Carcarañá es una estación ferroviaria ubicada en la localidad del mismo nombre en el Departamento San Lorenzo, Provincia de Santa Fe, Argentina.

## Servicios
La estación corresponde al Ferrocarril General Bartolomé Mitre de la red ferroviaria argentina. Hoy está concesionada a la empresa de cargas Nuevo Central Argentino (NCA).
Tras 44 años, el 6 de mayo de 2022 el ferrocarril volvió a detenerse en esa localidad prestando servicio de pasajeros con destino final Cañada de Gómez. Desde el 5 de agosto de 2022, es parada intermedia del servicio de pasajeros entre Rosario Norte y Cañada de Gómez.

## Servicio metropolitano de pasajeros
Carcarañá fue elegida como parada intermedia del servicio metropolitano de pasajeros que unirá Rosario con Cañada de Gómez.